# Rotterode

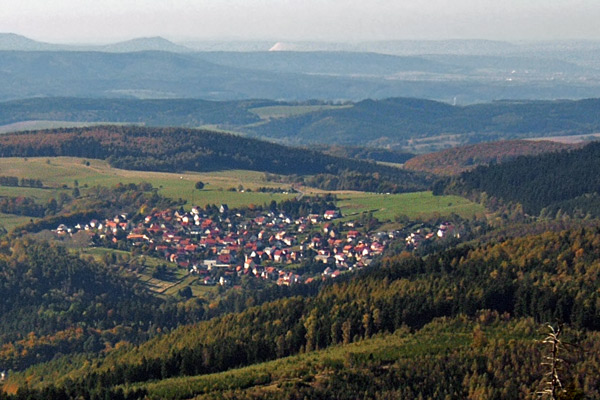
Blick vom Hermannsberg auf Rotterode

Rotterode ist ein Ortsteil der Stadt Steinbach-Hallenberg im Landkreis Schmalkalden-Meiningen im Thüringer Wald.

## Geografie
Der Ort liegt am Südhang der Rotteroder Höhe (600 m) mit Blick zum Knüllfeld und zum Großen Hermannsberg. Westlich des Ortes erhebt sich der Hauptkamm des Thüringer Waldes, der Höhenweg Rennsteig ist rund 3 km entfernt. Rotterode verfügt über eine Bergwachtbereitschaft mit einer Hütte nahe dem Rennsteig.
Größere Städte in der Nähe sind Steinbach-Hallenberg, Schmalkalden, Oberhof, Zella-Mehlis und Suhl.

## Geschichte
Im Moosbachtal stand bereits im 12. Jahrhundert die Moosburg, die den Thüringer Landgrafen von der Wartburg zur Kontrolle des Handelsweges Hohe Straße und zur Sicherung des Grenzgebietes diente. Anfang des 14. Jahrhunderts wurde die Burg zerstört, der Sage nach gründete ein Rest der Rotte das Dörfchen Rotterode.
Im Jahre 1330 gelangte Rotterode als bis dahin hersfeldisches Lehen der Herren von Frankenstein durch Kauf an die Grafen von Henneberg-Schleusingen („Frankensteiner Kaufbrief“). Im 14. Jahrhundert war der Ort Lehnbesitz des Schmalkalder Chorherrenstifts und erschien 1340 in einem Urbar des Amtes Schmalkalden als Wüstung unter dem Namen „Roterot“. Mit dem Amt Schmalkalden kam der Ort 1360 unter eine hennebergisch-hessische Doppelherrschaft und fiel nach dem Aussterben der Henneberger 1583 komplett an die Landgrafschaft Hessen-Kassel. 1791 wurde der Ort dem Amt Hallenberg in der hessischen Herrschaft Schmalkalden angegliedert.
Die Bewohner des Orts lebten bis ins 20. Jahrhundert hauptsächlich von Kleineisenhandwerk (Nagelschmiede) und Landwirtschaft.
Lange Zeit gab es im Dorf keine Kirche, sondern nur einen Betsaal in einem öffentlichen Gebäude. Erst 1955 wurde die Johanneskirche errichtet.
Die Gemeinde Rotterode wurde am 1. Januar 2019 in die Stadt Steinbach-Hallenberg eingegliedert. Zuvor gehörte Rotterode der Verwaltungsgemeinschaft Haselgrund an.

### Einwohnerentwicklung
Entwicklung der Einwohnerzahl (31. Dezember):
| - 1994: 917 - 1995: 918 - 1996: 915 - 1997: 915 - 1998: 910 | - 1999: 882 - 2000: 882 - 2001: 879 - 2002: 856 - 2003: 855 | - 2004: 869 - 2005: 848 - 2006: 853 - 2007: 828 - 2008: 814 | - 2009: 805 - 2010: 783 - 2011: 757 - 2012: 756 - 2013: 741 | - 2014: 725 - 2015: 713 - 2016: 706 - 2017: 702 - 2018: 698 |

 Datenquelle: Thüringer Landesamt für Statistik

## Politik
Die ehrenamtliche Ortsteilbürgermeisterin Bianka Eichhorn wurde am 12. Juni 2022 gewählt.

## Natur
Durch das landschaftlich reizvolle Moosbachtal führt ein Wanderweg am Bodendenkmal Moosburg vorbei zum Rennsteig. Weiterhin kann man dort den Koppenstein sehen und mit der richtigen Ausrüstung auch erklimmen.
Im Winter kann man auf unzähligen Loipen, rund um den Ort, den Thüringer Wald erkunden.

## Persönlichkeiten
- Herbert Häfner (1904–1954), deutscher Maler, geboren in Rotterode
- Hellmuth Mäder (1908–1984), General der Wehrmacht und der Bundeswehr
- Karl-Heinz Luck (1945–2024), Nordischer Kombinierer, wohnt in Rotterode
- Juliane Döll (* 1986), Biathletin, begann ihre Skikarriere beim SV Rotterode, bevor sie zum WSV Oberhof wechselte